# Katja Becker

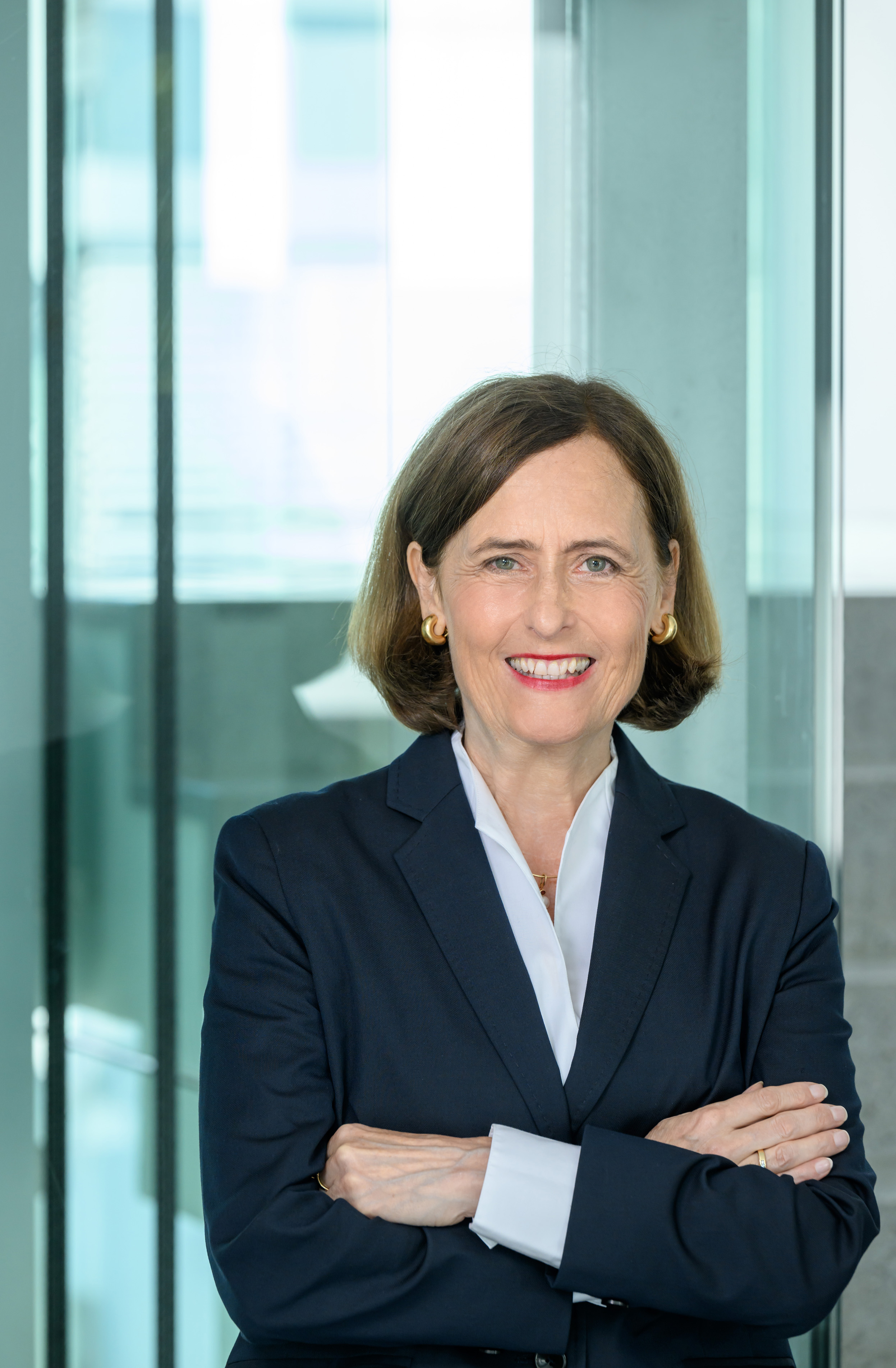
Katja Becker

Katja Becker (* 7. März 1965 in Heidelberg, in manchen älteren Publikationen als Katja Becker-Brandenburg aufgeführt) ist eine deutsche Medizinerin und Biochemikerin. Von 2014 bis 2019 war sie Vizepräsidentin der Deutschen Forschungsgemeinschaft (DFG). Am 1. Januar 2020 wurde sie als erste Frau Präsidentin der DFG und ab 2024 für weitere vier Jahre im Amt bestätigt. Von Mai 2021 bis Juni 2023 war Becker zudem Vorsitzende des Governing Boards des Global Research Council.

## Leben
Katja Becker studierte von 1984 bis 1991 Medizin an der Ruprecht-Karls-Universität Heidelberg. 1986 bis 1988 promovierte sie zum Thema Glutathionreduktase und ihr Apoenzym: Beiträge zur Chemotherapie der Malaria und zur Diagnostik von FAD-Mangelzuständen am Institut für Biochemie bei Heiner Schirmer und schloss mit summa cum laude ab. Nach Ausbildungsstationen am John Radcliffe Hospital Oxford und dem Kantonsspital Basel sammelte sie klinische und forschungsbezogene Erfahrungen in Nigeria und Ghana sowie als Postdoktorandin an der Universität Sydney. Sie habilitierte sich 1996 im Fach Biochemie an der Medizinischen Fakultät der Universität Heidelberg. 1998 legte sie die Facharztprüfung für Biochemie in Heidelberg ab.
1999 nahm sie einen Ruf als Nachwuchsgruppenleiterin an das Zentrum für Infektionsforschung an der Julius-Maximilians-Universität Würzburg an.
Im Jahr 2000 folgte Katja Becker einem Ruf auf die Professur für Biochemie der Ernährung des Menschen am Fachbereich Agrarwissenschaften, Ökotrophologie und Umweltmanagement der Justus-Liebig-Universität Gießen.
Die Widmung der Professur, die in das Interdisziplinäre Forschungszentrum für biowissenschaftliche Grundlagen der Umweltsicherung (IFZ) der Universität eingebunden ist, wurde 2012 in „Biochemie und Molekularbiologie (mit Schwerpunkt Ernährung des Menschen)“ geändert.
Ihre Forschungsschwerpunkte sind unter anderem die Rolle von oxidativem Stress und antioxidativen Schutzmechanismen in der Entstehung von Krankheiten sowie die Entwicklung neuer Medikamente gegen Tumor- und Infektionserkrankungen (insbes. Malaria). Ein halbjähriger Forschungsaufenthalt führte sie 2005/2006 an das Scripps Research Institute in La Jolla (USA).
Von 2014 bis 2019 war Katja Becker Koordinatorin des DFG-Schwerpunktprogramms 1710 „Dynamics of Thiol-based Redox Switches in Cellular Physiology“. Von 2018 bis Ende 2019 koordinierte sie das LOEWE-Zentrum DRUID „Novel Drug Targets against Poverty-related and Neglected Tropical Infectious Diseases“ im Rahmen der Hessischen Landesoffensive zur Förderung wissenschaftlich-ökonomischer Exzellenz (LOEWE).
Katja Becker hat eine Tochter (Johanna Meriel Brandenburg), die 1998 geboren wurde.

## Ämter und Mitgliedschaften
Katja Becker ist Mitglied in zahlreichen wissenschaftlichen und Politik-beratenden Gremien, Gutachterin und Organisatorin von internationalen Konferenzen. Von 2000 bis 2005 war sie Mitglied der Jungen Akademie der Berlin-Brandenburgischen Akademie der Wissenschaften und der Leopoldina, Nationale Akademie der Wissenschaften. Im Jahr 2009 wurde sie als eines ihrer jüngsten Mitglieder in die Leopoldina aufgenommen (Matrikel-Nr. 7256). Katja Becker wirkte mehrfach bei der Erarbeitung von Stellungnahmen der Leopoldina für G7- und G20-Gipfel mit [BK1], darunter „Neglected Tropical Diseases“ zum G7-Gipfel 2015, „Improving Global Health“ zum G20-Gipfel 2017 sowie „The Need for a One Health Approach to Zoonotic Diseases and Antimicrobial Resistance“ zum G7-Gipfel 2022. Im Rahmen der Coronavirus-Pandemie wirkte Katja Becker an den Stellungnahmen „Coronavirus-Pandemie in Deutschland: Herausforderungen und Interventionsmöglichkeiten“ (2020) sowie „Coronavirus-Pandemie – Gesundheitsrelevante Maßnahmen“ (2020) mit. Von 2020 bis 2023 war sie zudem Vorsitzende (ex officio) der Interdisziplinären Kommission für Pandemieforschung der Deutschen Forschungsgemeinschaft.
Katja Becker war in wissenschaftlichen Beiräten mehrerer Institutionen tätig, darunter das Zentrum für Internationale Entwicklungs- und Umweltforschung (2007–2010), das Kerckhoff Herzforschungsinstitut, Bad Nauheim (2013–2019) und das Zentrum für Infektionsforschung der Universität Würzburg (2016–2020). Von 2015 bis 2017 war Katja Becker deutsche Vertreterin im Scientific Committee des EU-COST-Programms.
2009 wurde sie als erste Frau zur Vizepräsidentin für Forschung der Justus-Liebig-Universität Gießen (mit dreijähriger Amtszeit) gewählt.
Katja Becker war von 2014 bis Ende 2019 Vize-Präsidentin der Deutschen Forschungsgemeinschaft und in dieser Zeit auch Vorsitzende der Ständigen Senatskommission für Grundsatzfragen der Genforschung der DFG.
Im Januar 2020 trat Katja Becker als erste Präsidentin der DFG ihr Amt an; im Jahr 2023 wurde sie für weitere vier Jahre im Amt bestätigt. Seit 2020 ist Katja Becker (ex officio) Vorsitzende des Expertengremiums für die Exzellenzstrategie des Bundes und der Länder.
Zu ihren ex officio Mitgliedschaften (Auswahl) zählen seit 2020 die Allianz der Wissenschaftsorganisationen, die Alexander-von-Humboldt-Stiftung (Vizepräsidentin), das Kuratorium des Deutschen Zukunftspreises, das Preisrichterkollegium des Holtzbrinckpreises für Wissenschaftsjournalismus, die Paul-Ehrlich-Stiftung (Ehrenpräsidentin), Science Europe (General Assembly), der Stifterverband für die Deutsche Wissenschaft (Mitglied des Vorstands), die Stiftung Werner-von-Siemens-Ring (Stiftungsrat), die Studienstiftung des deutschen Volkes (Kuratorium), WiD – Wissenschaft im Dialog (Gesellschafterversammlung) sowie das Wissenschaftskolleg zu Berlin (Mitglied der Mitgliederversammlung).
Ad personam ist Katja Becker zudem Council Member und Board Member im Science and Technology Forum (Japan) sowie im Wissenschaftlichen Beirat der Thyssen-Stiftung.
Von Mai 2021 bis Juni 2023 war Becker Vorsitzende des Governing Boards des Global Research Council.

## Ehrungen und Auszeichnungen
Für ihre Forschungs- und Lehrleistungen hat Katja Becker mehrfach Auszeichnungen erhalten. Für ihre Dissertation verlieh ihr die Südwestdeutsche Gesellschaft für Medizin 1989 den Ludolf-Krehl Preis. Gefördert wurde sie u. a. durch die Studienstiftung des Deutschen Volkes (1984–1986). 2003 erhielt Katja Becker die Carus-Medaille der Deutschen Akademie der Naturforscher Leopoldina und 2010 die Rudolf-Leuckart-Medaille der Deutschen Gesellschaft für Parasitologie für ihre Arbeiten zum Redox- und Energiestoffwechsel pathogener Parasiten, wie dem Malaria-Erreger.